# خمس جوامع
تعريف البلدية :
خمس جوامع بلدية بدائرة سيدي نعمان ولاية المدية الجزائرية.
انبثقت بلديـــة خمس جوامــــع عن التقسيــم الإداري الجديـــــد لسنة 1984 بموجب مرسوم 365 /84 المؤرخ في : 01/12/1984 وإن أصل تسمية خمس جوامع نسبتا إلى وجود خمسة (5) أضرحة بمقبرة الولي الصالح سيدي يحي المتواجدة بخمس جوامع مركز، وتقع البلدية في الجنوب الشرقي لولاية المدية على الحدود:
- الشمال بلدية سيدي نعمان
- الجنوب بلدية السواقــــــي
- الشرق بلدية بوسكــــــــن
- الغرب بلدية أولاد ذايـــــد
- تعداد السكان حسب إحصائيات 2008 بـــ 10291 نسمة
- يضم المجلس الشعبي البلدي للبلدية 15 عضوا .
- المساحة الإجمالية للبلدية :6200 هكتار منها 5574 هكتار صالح للزراعة 608 هكتار غابات وأحراش .
- المحيط العمراني 18 هكتار مستغل منها المحول للبلدية 11 هكتار و 09 آرا  عدد الفرق 13 فرقة
- تعتبر البلدية ذات طابع فلاحي وريفي